# Rabanal de Abajo
Rabanal de Abajo es una localidad y pedanía perteneciente al municipio de Villablino, situado en la comarca de Laciana.
Está situado en la CL-631.

## Demografía
Tiene una población de 52 habitantes, con 27 hombres y 25 mujeres.